# فندق مناوي باشا
فندق خمسة نجوم يقع في مدينة البصرة في العراق.
سمي الفندق بهذا الاسم نسبة إلى منطقة مناوي باش في مركز محافظة البصرة وقد افتتح الفندق ممثل نائب رئيس الجمهورية عادل عبد المهدي.
يحتوي على 5 طوابق و 136 غرفة نوم وقاعة رياضية وصالات وحدائق وتبلغ المساحة الكلية للفندق 2400 م2. وتمت توسعة الفندق بكلفة 15 مليون دولار ليشمل إنشاء مسبح مع حمام ساونا وقاعة رياضية خاصة تتوفر فيها الاجهزة المتنوعة والمتعددة لمستلزمات الرياضة مع قاعة كبيرة خاصة للمناسبات وقاعتين للمؤتمرات في الطابق الارضي.
كما يوجد في الطوابق الأخرى مكاتب تمت تهيئتها وتأثيثها بشكل متطور لشركات عالمية معروفة تقدمت بطلب اتخاذها كمقرات لها لكونها ملتزمة بمشاريع استثمارية مع هيئة استثمار البصرة لمواصلة تنفيذ المشاريع التي حصلت فيها على اجازات الاستثمار.

## وصلات خارجية
- الموقع الرسمي على الإنترنت